# بوسن
بوسن (به چکی: Boseň) یک شهر در جمهوری چک است که در ناحیه ملادا بولسلاو واقع شده‌است. بوسن ۹٫۹۳ کیلومتر مربع مساحت و ۴۴۶ نفر جمعیت دارد و ۲۷۷ متر بالاتر از سطح دریا واقع شده‌است.